# アイスショー
アイスショーとは、アイススケートのリンクを舞台として行われる様々なショー。

## 概要
1930年代以降アメリカ合衆国、欧州にてアイス・カペード、アイス・フォリーズ、ホリデー・オン・アイス、ハリウッド・アイスレヴューといった所謂『氷上レヴュー』の色彩の濃い物が人気を得る。その後、1980年代以降に北米において2大アイスショーとして高名だったのは、スターズ・オン・アイス（Stars on ice）とチャンピオンズ・オン・アイス（Champions on ice）であった。これらはフィギュアスケーターがエキシビションプログラムを滑ることを中心とするアイスショーである。チャンピオンズ・オン・アイスが始まったのは1969年、スターズ・オン・アイスが始まったのは1986年のことであり、どちらもオリンピックや世界フィギュアスケート選手権のメダリストをはじめとするトップスケーターを構成メンバーとし、毎シーズンカナダやアメリカなどの都市を回ってショーツアーを行うものであった。近年では、これの日本ツアーも開催されている。日本独自のアイスショーとしては1978年に、「 VIVA! ICE WORLD 」として現在のプリンスアイスワールドがスタートしている。1981年には、ディズニー・オン・アイスが始まり、新たな分野を広げた。

## 形態
大きくわけて、
- 演劇をスケートリンクの上で行うことを主とするもの

例）ディズニー・オン・アイス、氷上のスワンレイク など
- フィギュアスケートのアマチュア選手やプロ選手によりエキシビションプログラムを滑ることを主とするもの

例)スターズ・オン・アイス、プリンス・アイス・ワールド など
などのショー形態があるが、現在のショーではエンターテイメント性を高めるために様々な要素を取り入れており、その形態はこの限りではない。出演者も、ペアやアイスダンスやシングルのフィギュアスケーターのみならず、スピードスケーターやシンクロナイズドスケーターが出演することもあり、ショーの内容は多種多岐にわたる。

## 主な日本国内のショー
- プリンスアイスワールド
- ファンタジー・オン・アイス
- ドリーム・オン・アイス
- フレンズ・オン・アイス
- THE ICE
- 氷艶 (2017 -破沙羅, 2019 -月光かりの如く,LUXE, 2024 -十字星のキセキ,2025 -鏡紋の夜叉)
- ワンピース・オン・アイス  (2023年8月,9月,2024年9月)
- 浅田真央サンクスツアー　(2018年5月〜2021年4月)
- 浅田真央アイスショー「BEYOND」 (2022年9月～2023年7月)
- 浅田真央アイスショー「Everlasting33」 (2024年6月)
- ICE EXPLOSION (髙橋大輔 演出 2020年、2023年)
- 滑走屋 (髙橋大輔 プロデュース 2024年, 2025年)
- Yuzuru Hanyu PROLOGUE (2022年11月,12月)
- Yuzuru Hanyu ICE STORY 2023 “GIFT”(2023年2月)
- Yuzuru Hanyu ICE STORY 2nd ”RE_PRAY” TOUR(2024年2月〜4月)
- Yuzuru Hanyu ICE STORY 3rd “Echoes of Life” TOUR(2024年12月〜2025年2月)
- 羽生結弦 notte stellata(2023年, 2024年, 2025年)
- 宇野昌磨アイスショー「Ice Brave」 (2025年6月～2025年7月)

## 主な日本国外のショー
- スターズ・オン・アイス
- ディズニー・オン・アイス
- ホリデー・オン・アイス
- ホット・アイス
- アート・オン・アイス

## かつてあった日本国外のショー
- チャンピオンズ・オン・アイス
- アイス・カペード
- アイス・フォリーズ
- ウィーン・アイスレヴュー
- ハリウッド・アイスレヴュー